# 孫会社
孫会社（まごがいしゃ）とは、親会社から見た子会社が支配する企業（子会社の子会社）の通称である。逆に親会社の親会社は祖父会社（そふがいしゃ）と呼ばれることはあるが、こちらも正式名称ではない。

## 概要
近年では中間持株会社の登場によって孫会社が増加しているが、商法などの法律には孫会社という項目はなく、株式の過半数以上を間接保有する子会社として分類されている。そのため、孫会社も事実上は子会社となる。その反対に孫会社から見た祖父会社も親会社と変わりはない。子会社が親会社の連結対象であれば孫会社も対象に含める。
ただし、孫会社が子会社に分類されるとはいえ、親会社が直接孫会社を操作することはできず、子会社を通してとなるが、連結子会社や完全子会社、中間持株会社等、親会社が子会社株式を過半数以上を取得していれば、親会社が直接孫会社を操作できる。